# USS United States (CVA-58)
USS United States (CVA-58) – amerykański lotniskowiec, którego budowę rozpoczęto w 1949 roku, już jednak kilka dni po położeniu stępki program został przerwany, skutkiem ścierania się w Stanach Zjednoczonych koncepcji sił strategicznych tego państwa. Już na etapie projektowym ścierały się dwie koncepcje tego okrętu. Pierwsza z nich przewidywała budowę bardzo dużego lotniskowca uderzeniowego, druga zaś przewidywała dla niego jedynie rolę platformy strategicznego ataku nuklearnego, umożliwiającą wykonanie z pomocą startujących z niego samolotów dalekiego zasięgu, przeprowadzenia uderzenia głęboko na terytorium wroga. Obie koncepcje zakładały przenoszenie przez okręt samolotów bombowych ADR-42 o zasięgu 2000 mil morskich przy prędkości 500 węzłów. Projekt opierał się początkowo na aspekcie uderzenia strategicznego, zrezygnowano z hangaru dla samolotów postanawiając że będą one stacjonować wprost na pokładzie startowym, do startu używać zaś będą dwóch bardzo silnych katapult. Mimo że siły powietrzne marynarki domagały się ukrytego w kadłubie hangaru, jego konstruktorzy - powołując się na problemy z odprowadzaniem spalin, zaoferowali swoje podejście, z bardzo ograniczoną struktura nadbudówki ponad pokładem startowym. W efekcie miał powstać  wyspecjalizowany okręt, z grupą lotniczą składającą się z 24 ciężkich bombowców ADR-42, o wyporności standardowej 68,250 długich ton, 362,7 metra długości oraz 39,6 metrami szerokości (49,83 metra szerokości wraz ze sponsonami dział). Pokład lotniczy miał mieć długość  341,4 metra oraz 40,23 metra szerokości.